# María Antonia Fernández Frutos
María Antonia Fernández de Díaz Colodrero fue una patriota correntina que colaboró en la Guerra de Independencia Argentina. 

## Biografía
María Antonia Fernández Chávez y Frutos nació en la ciudad de Corrientes, hija de Juan Fernandes Chaves y de María Clara Frutos.
Casó el 30 de enero de 1780 con Felipe José Díaz Colodrero, alcalde de primer voto y regidor de Corrientes. Adhirió con su marido a la Revolución de Mayo de 1810, dirigiéndose a la Primera Junta para ofrecer su colaboración a la causa patriota.
Al disponerse el envío de la Expedición al Paraguay al mando del general Manuel Belgrano, donó con su marido la suma de 200 pesos fuertes así como "50 caballos mansos y 50 cabezas de ganado en la estancia del Río de Corrientes". Brindaba también el concurso de sus siete hijos varones, incluso de uno de ellos que era sacerdote, y ofrecía que, en caso de peligrar la independencia, toda su fortuna así como las joyas de sus cinco hijas serían entregadas para defender la causa.
Su esposo falleció el 11 de julio de 1812. María Antonia Fernández murió el 28 de mayo de 1819 en su ciudad natal. Tuvo numerosos hijos, algunos de destacada participación en la nueva nación: el presbítero Felipe José (1781, †1837), Juan Francisco, Pedro Alcántara (1779–†1859), abogado y político argentino, que participó en varios de los gobiernos de la provincia de Corrientes y en la sanción de la Constitución Argentina de 1853, María Antonia, Gumersindo, Bernardo, Agustín (1790-†1829), militar argentino, de importante actuación durante las guerras civiles, Rafael, Miguel, Francisca, Wenceslao, Rosa, Josefa Díaz y María Luisa Díaz Colodrero y Fernández.